# Instituto Adolfo V. Hall
El Instituto "Adolfo V. Hall" es un centro de estudios de tipo cívico-militar para orientar alumnos de nivel medio que aspiren integrarse al Ejército de Guatemala, siendo preparados en esta cuna del saber mediante los valores y disciplina militar. Al graduarse los alumnos, se les otorga el despacho de Subteniente de Reservas de la Infantería del Ejército de Guatemala y desde 2012 los alumnos pueden optar por la carrera media de Bachiller en Ciencias y Letras o Bachiller en Ciencias y Letras con Orientación en Mecánica Automotriz. Cabe mencionar que, también a partir del 2012 los alumnos obtienen la certificación de Microsoft Office Specialist (MOS). Fue fundado el 1 de marzo de 1955 por el coronel Carlos Castillo Armas, en ese entonces Presidente de la República de Guatemala. El nombre del instituto se debe en honor al Héroe de la Batalla de Chalchuapa, el Sargento Primero de Caballeros Cadetes Adolfo Venancio Hall Ramírez.

El entrenamiento militar recibido durante los 5 años que deben cursarse en este centro cívico-militar, prepara a los alumnos para ingresar a la Gloriosa y Centenaria Escuela Politécnica y en un futuro ser graduados como Oficiales del Ejército de Guatemala.
Existen 8 Institutos "Adolfo V. Hall" en toda la'República de Guatemala.

## Historia
En el lugar que ocupa actualmente el Instituto "Adolfo V. Hall" Central funcionaba en el año de 1939 una guardería de niños en tiempos del Presidente Jorge Ubico. En 1949 fue una escuela de aplicación, siendo presidente el Dr. Juan José Arévalo, posteriormente fue un casino militar en el año de 1953, en tiempo del presidente Jacobo Arbenz Guzmán, después de esa fecha funcionó como prisión o cárcel de la Feria Nacional, luego se instaló el salón de juegos llamado NUI que fue fundado por Jorge Toriello. En el año de 1955, fue fundado lo que hoy en día es el Instituto "Adolfo V. Hall" Central.

### Fundación
El Instituto "Adolfo V. Hall" Central fue creado durante el gobierno del Coronel Carlos Castillo Armas, siendo Ministro de la Defensa Nacional el Coronel Enrique Close De León y como Ministro de Educación Pública el sr. Jorge Del Valle Matéu, según ordena el Decreto Doscientos Diecinueve de 1955.

## Misión y Visión

### Misión
El Instituto "Adolfo V. Hall" tiene como finalidad primordial capacitar e incentivar a las Damas y Caballeros Alumnos que aspiren al ejercicio de la profesión militar, formar oficiales de reserva para su futura integración al Ejército de Guatemala y bachilleres en ciencias y letras capaces de insertarse exitosamente a las distintas universidades del país; desarrollando en ellos un formación científica y humanística que enfatiza los valores éticos y morales que fortalecerán su vocación cívica y militar.

### Visión
Dotar a la sociedad guatemalteca a mediano y largo plazo, de líderes multiplicadores en todas las áreas del que hacer nacional, capaces de proyectarse positivamente al desarrollo del país en sus respectivas especialidades, enmarcados en el ordenamiento legal y sustentados en valores cívicos y morales, que generen a un futuro mediato la transformación necesaria de la patria Guatemala.

## Ingreso

### Requisitos
Para ingresar a la Hermandad Hallista se deben cumplir ciertos requisitos:
1. Estar comprendido entre las edades de 12 a 15 años
2. Haber cursado la Educación Primaria
3. Realizar evaluaciones médicas, académicas y físicas.